# Jerzy Banaszak
Jerzy Kazimierz Banaszak (ur. 16 kwietnia 1956 w Ślesinie) – polski piłkarz, grający na pozycji pomocnika, trener.

## Kariera piłkarska
- Górnik Konin
- Lech Poznań (1976)
- Legia Warszawa (1976-1979)
- Zawisza Bydgoszcz (1979-1982)
- Górnik Konin (1982-1990)

W I lidze w barwach poznańskiego Lecha: dwa mecze jesienią 1976 r.; w barwach Legii: cztery sezony, 45 meczów i 6 bramek).

## Kariera trenerska
Od 4 stycznia 2015 trenował klub Warta Rumin (OZPN Konin), gdzie był także członkiem komisji rewizyjnej. Podjął także pracę jako animator na boisku w Żychlinie. W przeszłości szkolił takie zespoły jak:
- Zjednoczeni Rychwał
- Sokół Kleczew
- Polanin Strzałkowo
- Górnik Konin
- Olimpia Koło
- Warta Rumin

W 2016 roku został honorowym członkiem Wielkopolskiego Związku Piłki Nożnej.  